# Dianthus eldivenus
Dianthus eldivenus är en nejlikväxtart som beskrevs av Czecz. Dianthus eldivenus ingår i släktet nejlikor, och familjen nejlikväxter. Inga underarter finns listade i Catalogue of Life.